# Psammoniphargus pauliani
Psammoniphargus pauliani is een vlokreeftensoort uit de familie van de Hadziidae. De wetenschappelijke naam van de soort is voor het eerst geldig gepubliceerd in 1956 door Ruffo.